# マインスイーパ

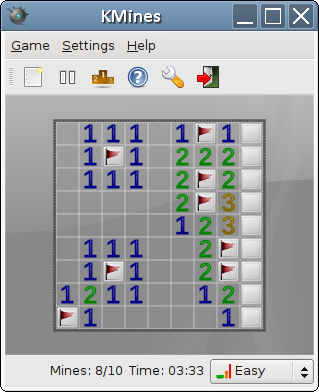
マインスイーパのゲーム画面。Linux上などで動作するKDE用のプログラムKMinesを示した。くぼんだように表示されたマス目は「地雷」がなかったことを表し、数字は隣接するマス目にいくつ地雷が隠されているかを表すヒントとなっている。

マインスイーパ（Minesweeper）は、1980年代に発明された一人用のコンピュータゲームである。ゲームの目的は地雷原から地雷を取り除くこと（地雷除去）である。マインスイーパーとも表記される。

## 概要
ゲーム画面は正方形のマスが敷き詰められた四角形のフィールドで構成されている。全てのマスが閉じられた状態からスタートし、地雷の置かれているマスを開けると終了となる。地雷の置かれていないマスを開けたときは、隣接する周囲8方向のマスに地雷がある個数が表示され、隣接するマスに地雷が置かれていないときは、直接つながっている地雷のないマスが続けて自動的に開けられる。地雷の置かれていないマスをすべて開ければクリアとなる。
プレイヤーは、地雷が置かれていると思われるマスに目印としてフラッグを立てることができる。これは盤面を簡略化し他の地雷の位置の推測を容易にしたり、また一部の実装では、表示された個数と同じだけの旗を立てたマスで中ボタンをクリック（または左右のボタンを同時に押下）すると、隣接する開けられていないマスを一気に開けることができる。このとき開けられたマスに地雷が置かれていれば、ゲーム終了となる。また一部の実装ではプレイヤーが地雷にマークしたあと右ボタンを押下したまま移動することを許している。これによってプレイヤーは短い時間で大きな区域を開けるために、マウスの右ボタンをドラッグしながらいくつかの数字のマスを左クリックすることができる。
基本的な実装では、最初にクリックしたマスに地雷が配置されないようにして、プレイヤーが不利にならないようにしている。また、一部の実装では、論理的な推論が全く成り立たず、運任せになってしまうような地雷配列パターンを避けるように設計されている。
このゲームの三次元バージョンもあり、「マインスイーパ3D」とよばれている。また別のレイアウトを持った二次元のマインスイーパもある。例えばX11の「XBomb」は三角形または六角形のマスを持ち、Windowsの「Professional Minesweeper」はこれらやその他たくさんの種類のレイアウトを持っている。理屈では、各マスを節点（ノード）とし、マスの隣接（通常ルールではムーア近傍）を辺（エッジ）とした、何らかのネットワーク構造的な対象であれば、このゲームを考えることが可能である。
英語でMinesweeperは掃海艇の意味もある。ゲーム内の地雷が機雷に似ているバージョンもある。

## 歴史

### RLogic
既に1985年には、「Relentless Logic」（略称「RLogic」）と呼ばれていたゲームがコンウェイ、ホング、スミスによってMS-DOSで開発されていたが、あまり知られていない。RLogicでは、プレイヤーはアメリカ海兵隊員となり、米軍司令部に重要なメッセージを届ける。RLogicとマインスイーパはコンセプトが似通っているが、多くの相違点がある。以下はRLogicの特徴である。
- プレイヤーは左上から右下（司令部）まで地雷原を通り抜けていかなければならない。
- すべての地雷を見つける必要はない。したがって、地雷に印を付けたり地雷の数を示したりする機能はない。
- 左上から右下までの歩数がカウントされる。ハイスコアの機能は付いていないが、プレイヤーは地雷の数ごとの自分の最高点を超えようとしていた。
- マインスイーパと異なり、地雷原の大きさは固定されているが、地雷の個数を変えることができる。

地雷原を通り抜けるゲームのため、ときにクリア不可能になることがあった。すなわち、すべての通り道が地雷で止められていたのである。
RLogicとドナーのマインスイーパとの間の関連は不明である。RLogicが先に出たことは否定できないが、コンセプトが単純なため、両者が偶然似通った可能性も十分に考えられる。マインスイーパが広く知られ続けているのに対して、RLogicは事実上無名になっている。
RLogicは更に古いゲームであることが明らかになっている。1981年頃のTektronix 4051に搭載されていたものがあったが、「games tape」に収録されている古い版は1973年まで遡ることができる。このテープにはマインスイーパの三次元バージョンが含まれている。このゲームの作者デービット・アールは、コンピュータゲームの歴史の中で重要な人物である。

### Microsoft Windows用
Microsoft Windows用マインスイーパは、Oberon Gamesが開発し、1990年にWindows 3.0用の拡張パックであるMicrosoft Entertainment PackのコンポーネントとしてMicrosoft Game Studiosより発売された。
1992年のWindows 3.1からはOSに標準で付属するようになった。
2014年にはローグライクゲーム風の「アドベンチャー」モードなどを追加した「Microsoft Minesweeper」がWindows 8.1以降向けストアアプリとしてダウンロード提供されている。

## 実装

### Windows
Microsoft Windowsのものでは、3つのサイズがある。
- 初級：9×9のマスに10個の地雷（Windows Meまでのバージョンは8×8）
- 中級：16×16のマスに40個の地雷
- 上級：30×16のマスに99個の地雷
- 盤面の変更：9×9（Windows Meまでは8×8）から30×24まで（ただしWindows 3.1では画面解像度が640×400 (PC-98) や640×350 (EGA) の場合は30×16まで）のマスに10から668個（Windows XPまでは667個）までの地雷（ただし設定できる地雷の最大数は、A×Bの盤面ならば(A-1)×(B-1)までである）

新しいバージョン（Windows 2000以降）では、初級の画面が8×8から9×9に変更されている（地雷の数は同じ）。
新しいWindowsのバージョンではコントロールも改良されたため、9つのマスの幅がタイトルや得点のバーと同じになるように変更できるようになったのである。
サウンド機能はWindows Meまで正式には実装されていなかったが、winmine.iniというiniファイルにsound=3（Windows 95以降ではsound=10でも可）と書くことで、ビープ音によってゲームオーバーやゲームクリアを表現できた。Windows 2000以降からは通常のPCM音源が使われている。
Windows Vista・Windows 7では今までグレーだった盤面が3D化されてカラフルなものとなり、サウンドも追加・一新され、地雷を踏むと爆発とともに周囲に次々誘爆するアニメーションが追加されている。失敗すると同じ地雷の配列で再プレイも可能になった（その場合、最初の1クリックで地雷を踏むこともある）。また、地雷でなく花（フラワーガーデン）に変えることが可能となっている。さらに、最初にクリックしたマスが必ず空白のマスになる（つまり、最初のクリックで複数のマスが開けられる）仕様になった。ただし、ウィンドウリセットボタンが廃止されたため、新規にゲームを始める場合は、メニューから選ぶかショートカットキー（F2）を用いる必要がある。
Windows 8からは標準では搭載されず、前述の通りストアアプリでダウンロード提供となった。シェアなどインターネットを使うことで便利なツールも搭載された。シェアするにはMicrosoft アカウントが必要。
2003年、マイクロソフトはMSN Messenger（バージョン6以降）で「Minesweeper Flags（マインスイーパフラグ）」という新しいゲームを提供した。このゲームは対戦式で、目的は地雷の周囲ではなく、地雷の位置をクリックして地雷を見つけることである。先に26個の地雷を発見したほうが勝ちとなる。

#### イースターエッグ
特定のコマンドを入力することでプレイを有利に進められる。
Windows 3.1
ウィンドウ上部中央のフェイスマークをクリック後、X,Y,Z,Z,Yとタイプした後に左Shiftキーを押しながらEnterを押すことで、地雷のあるマスをマウスカーソルでポイントすると、画面の左上の1ピクセルが白く変化した。
Windows 95/98/Me/2000
マス目の上で左右同時クリックし、タイマーが動き出したら再び左右同時クリックしたままEscキーを押すことでタイマーを止められる。
Windows XP
マインスイーパのウィンドウがアクティブの時に、「xyzzy」とタイプして、Shiftキーを押しながらEnterキーを押し、カーソルでマスの上をポイントするとデスクトップの左上の端にあるピクセルが「地雷がないマス」の場合は白になり、「地雷があるマス」の場合は黒になる。

### KDE
KDEプロジェクトによるものとしてkdegamesに含まれるKMinesがある。

### GNOME
GNOMEプロジェクトによるものとしてMinesがある。

### 家庭用ゲーム
日本では『マインスウィーパー 掃海艇』というタイトルでパック・イン・ビデオより発売された。
ゲームボーイ
1991年12月13日に発売。
ランダムで機雷が配置されていたWindows版と異なり、開始時点で回答が用意されている。しかし、制限時間内に10問を一気に解かないと次のステージに進むことができず、1度でも間違えるとすべてやり直しになる。制限時間も短く、極端に難易度が高い。
PCエンジン
1992年3月20日に発売。対応メディアはCD-ROM2。

### Webブラウザ
正確な提供開始時期は不明だが、Googleで「マインスイーパ」をキーワードに検索をするとGoogle提供のマインスイーパがWebブラウザで遊べるようになっていることが2018年に確認されている。

## 批判・問題点
- 2001年にイタリアで「ウィンドウズ マインスイーパを禁止する国際キャンペーン」が開かれた。キャンペーンは、マインスイーパは地雷の被害者や地雷除去のために生命を危険にさらしている人々に対する侮辱であると主張し、強い懸念を表明した。彼らはマインスイーパのかわりに、彼らが独自に制作した"ウィンドウズ フラワー"をWindows 98に搭載するよう、Microsoftに働きかけた。この批判をうけてMicrosoftは、Windows Vista以降のバージョンのマインスイーパには地雷の代わりに花を表示する機能を搭載している。
- 周囲に表示される数字をヒントに地雷（花）の位置を特定し、進めていくゲームであるが、時に周囲の数字が地雷（花）の位置を特定する判断材料とならず、二者択一となる場合があるため、『ソリティア』や『フリーセル』のような「必ずクリアできるとは限らないゲーム」ではないものの、それと同列に扱われることがある。

## 派生作品
- 『Minesweeper: Collector』 - Anton Krukov作。普通と違い、ボードが長方形ではなく、剣や六角形など様々。また、マスの形も正方形とは限らない。宝探しの要素もある[6]。
- 『DemonCrawl』 - Eric Black作。地雷の代わりにモンスターが置かれ、アイテム等を手に入れて攻略する[7]。
- 『エロトラップスイーパー』 - ZNZN作。アダルトゲーム。地雷の代わりに性的な罠が仕掛けられている[8]。
- 『モザイクアート Fill-a-Pix DELUXE』 - レイニーフロッグ作。旗の代わりに色を塗ると、世界の観光地のモザイクアートが浮き出てくる[9]。
- 『白地図マインスイーパ』 - QuizKnockがリリース。都道府県や市区町村単位で区切られた白地図のマスを使う[10][11]。